# Myloplus levis
Myloplus levis es una especie de pez de la familia Serrasalmidae en el orden de los Characiformes.

## Hábitat
Vive en zonas de clima tropical.

## Distribución geográfica
Se encuentran en Sudamérica:  cuencas de los ríos  Paraná y  Paraguay.